# Katherine Cassavetes
Katherine Cassavetes (* 24. Juni 1906 in New York City, New York als Katherine Demetre; † 29. März 1983 in Los Angeles, Kalifornien) war eine US-amerikanische Schauspielerin.

## Leben und Karriere
Katherine Cassavetes wurde 1906 in New York geboren. Sie war bis zu ihrem Tod mit dem Geschäftsmann Nicholas John Cassavetes verheiratet. Die beiden wurden am 9. Dezember 1929 die Eltern des Filmschaffenden John Cassavetes und sind die Großeltern von Nick Cassavetes (* 1959), Xan Cassavetes (* 1965) und Zoe Cassavetes (* 1970). Des Weiteren ist sie vierfache Urgroßmutter.
Im Jahr 1971 spielte sie unter der Regie ihres Sohnes in Minni und Moskowitz die Mutter von Seymour Cassel in einer Nebenrolle, wobei ihre Schwiegertochter Gena Rowlands die weitere Hauptrolle spielte. In diesem komödischen Filmdrama standen auch ihre Enkelkinder vor der Kamera. Drei Jahre später wirkte sie in Der Dritte bringt den Tod des Regisseurs Howard Avedis und John Cassavetes’ Eine Frau unter Einfluß mit. Im letzteren spielten ihre Schwiegertochter und Peter Falk die Hauptrollen. Katherine Cassavetes spielte wie ihre Enkelin Xan eine kleinere Rolle. Ihr letztes Engagement in einem Film hatte sie 1977 in Opening Night von und mit ihrem Sohn.

## Filmografie
- 1971: Minnie und Moskowitz (Minnie and Moskowitz)
- 1974: Der Dritte bringt den Tod (The Teacher)
- 1974: Eine Frau unter Einfluß (A Woman Under the Influence)
- 1977: Opening Night